# Thần Thiên Tôn

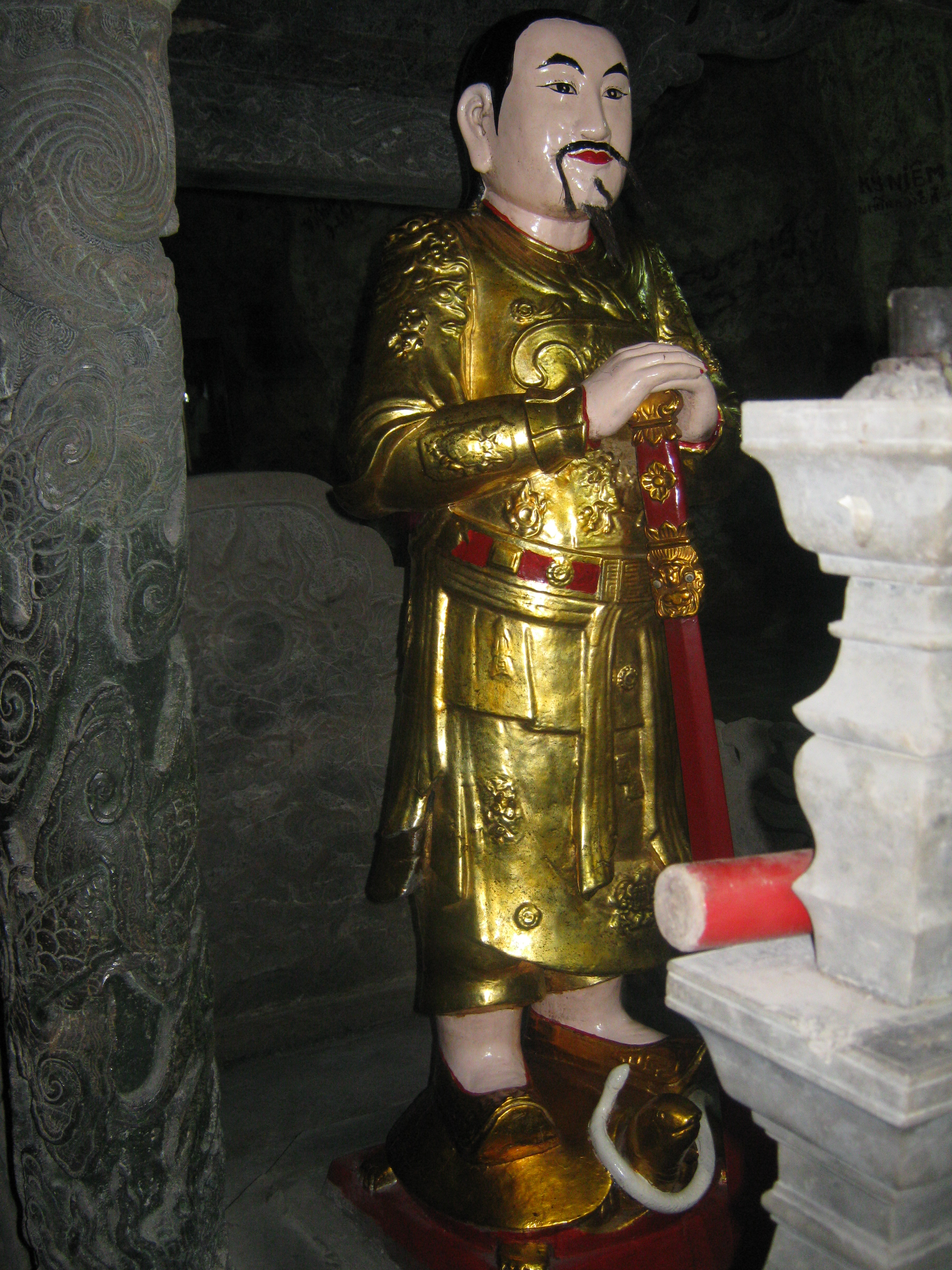
Tượng thần Thiên Tôn ở động Thiên Tôn

Thần Thiên Tôn là vị thần trong truyền thuyết rất được sùng bái ở vùng cố đô Hoa Lư, Ninh Bình. Đây là vị thần được thờ ở nhiều di tích phía đông cố đô Hoa Lư nên được xem như một vị thần trấn đông Hoa Lư tứ trấn. Thần Thiên Tôn từng được đặt tên cho thị trấn Thiên Tôn là trung tâm huyện Hoa Lư cũ thuộc Ninh Bình.

## Dấu tích và thờ phụng

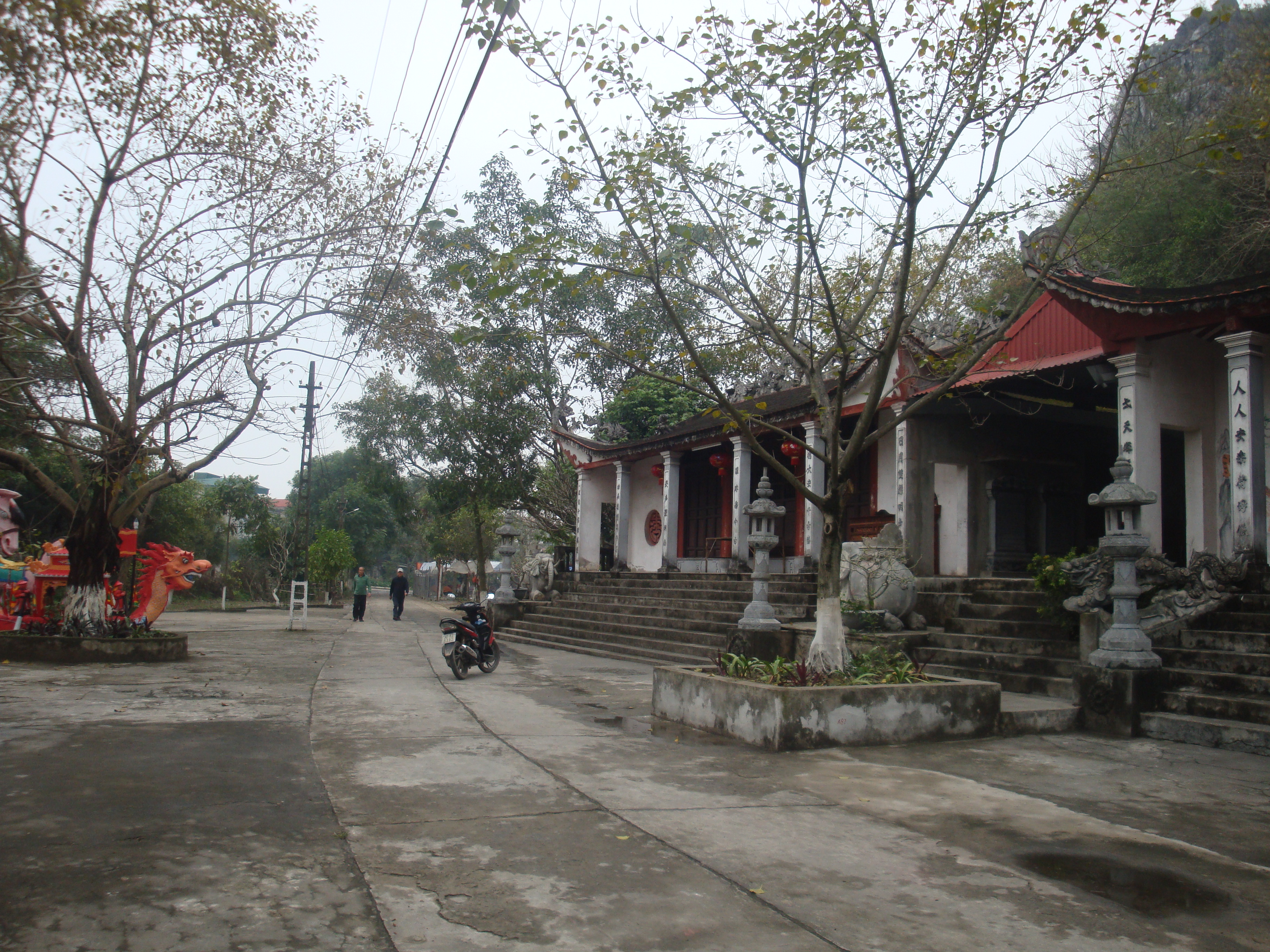
Đền Thánh Cả thờ thần Thiên Tôn ở Núi Ngọc Mỹ Nhân